# Terebra allyni
Terebra allyni is een slakkensoort uit de familie van de Terebridae. De wetenschappelijke naam van de soort is voor het eerst geldig gepubliceerd in 1970 door Bratcher & Burch.